# Западен Дорсет (община)
Община Западен Дорсет (на английски: West Dorset District) е една от осемте административни единици в област (графство) Дорсет, регион Югозападна Англия. Населението на общината към 2010 г. е 96 712 жители разпределени в множество селища на територия от 1081,5 km². Административен център на общината е град Дорчестър.

## География
Общината обхваща почти цялата западна част от територията на графството. Като площ, това е най-голямата община в Дорсет и сред 25-те най-големи общини (от 326) в Англия. В западно направление граничи с графство Девън, а в северна и северозападна посока с графство Съмърсет. На югозапад се простира бреговата линия към т.нар. „Английски канал“ по известен с наименованието Ла Манш. Това крайбрежие обхваща по-голямата част от известния „Юрски бряг“ („Jurassic Coast“), който е част от световното природно наследство под егидата на ЮНЕСКО.
Градове на територията на общината:
| град        | на английски | население (2010) |
| ----------- | ------------ | ---------------- |
| Дорчестър   | Dorchester   | 18 280           |
| Бридпорт    | Bridport     | 13 210           |
| Шърборн     | Sherborne    | 9590             |
| Чикъръл     | Chickerell   | 5300             |
| Лайм Риджис | Lyme Regis   | 3570             |
| Бийминстър  | Beaminster   | 3010             |